# Reinoud van Bourgondië
Reinoud van Bourgondië (overleden in 1321) was van 1283 tot 1321 graaf van Montbéliard. Hij behoorde tot het huis Ivrea.

## Levensloop
Reinoud was een zoon van gravin Adelheid van Bourgondië en Hugo III van Chalon, heer van Salins. In 1282 huwde hij met Guillemette, dochter van graaf Amadeus van Neuchâtel. Ze kregen vijf kinderen:
- Othenin (overleden in 1339), graaf van Montbéliard
- Agnes (overleden in 1377), huwde met heer Hendrik van Montfaucon
- Johanna (overleden in 1347), huwde eerst met graaf Ulrich III van Pfirt, daarna met markgraaf Rudolf Hesso van Baden en ten slotte met graaf Willem van Katzenelnbogen
- Margaretha, huwde met Willem van Antigny, vorst van Sainte-Croix
- Adelheid, huwde met graaf Jan II van Chalon-Auxerre

In 1283 stierf de overgrootvader van zijn echtgenote, graaf Diederik III van Montbéliard. Omdat die al zijn kinderen had overleefd, had hij zijn achterkleindochter en Reinoud tot erfgenamen benoemd. Graaf Theobald III van Neuchâtel-en-Bourgogne, een kleinzoon van Diederik III, wou echter zelf het graafschap Montbéliard en kreeg de steun van Reinouds oudste broer, graaf Otto IV van Bourgondië. Uiteindelijk slaagden Guillemette en Reinoud erin om het graafschap Montbéliard te behouden door de heerlijkheden Blamont en Châtelot aan Theobald III te schenken.
Reinoud en Guillemette bleven Montbéliard gezamenlijk besturen tot aan haar dood in 1317. Vervolgens bestuurde Reinoud tot aan zijn dood in 1321 het graafschap Montbéliard alleen.